# シンデレラになんてなりたいとは思わない
「シンデレラになんてなりたいとは思わない」（シンデレラになんてなりたいとはおもわない）は森下玲可の2枚目のシングル。

## 内容
テレビ朝日系「さんまのナンでもダービー」エンディング・テーマとなった本作はアルバム「a girl as a boy」未収録。カップリングの「MIDNIGHT LOVER」は1枚目のアルバム「ZERO」からのリカット。

## 収録曲
1. シンデレラになんてなりたいとは思わない
作詞：みかみ麗緒　作曲：Joey Carbone・Richiezito　編曲：前野知常・神長弘一
2. MIDNIGHT LOVER
作詞：田村直美　作曲：Joey Carbone・Dennis Belfield　編曲：前野知常・神長弘一
3. シンデレラになんてなりたいとは思わない (inst.)